# 黄石文庙
黄石文庙，位于中国福建省莆田市荔城区黄石镇水南村，明正德十六年（1521年）始建，清康熙二十四年（1685年）重建。此处文庙并非常见的府学或县学文庙，是中国境内仅存的三处乡镇级文庙。占地面积2376平方米，坐东北朝西南，由大门、泮池、大成殿、两庑组成。大成殿重檐歇山顶，面阔五间，进深四间，穿斗式木构架。前檐廊保存浮雕盘龙石柱一对。大成殿已为危房，而在其中办公的荔城区黄石中心小学教师，预计于2014年底搬离。尚存 “文武官员军民人等到此下马”石碑一通。2009年11月16日公布为第七批福建省文物保护单位。